# Bruno Gomes (calciatore 2001)
Bruno Gomes da Silva Clevelário, noto semplicemente come Bruno Gomes (Rio de Janeiro, 4 aprile 2001), è un calciatore brasiliano, centrocampista dell'Internacional.

## Caratteristiche tecniche
È un mediano.

## Carriera
Cresciuto nel settore giovanile del Vasco da Gama, ha esordito in prima squadra il 29 settembre 2019 disputando l'incontro di Série A perso 1-0 contro il Corinthians.

## Statistiche
Statistiche aggiornate al 25 ottobre 2019.

### Presenze e reti nei club
| Stagione        | Squadra         | Campionato      | Campionato | Campionato | Coppe nazionali | Coppe nazionali | Coppe nazionali | Coppe continentali | Coppe continentali | Coppe continentali | Altre coppe | Altre coppe | Altre coppe | Totale | Totale | Totale |
| Stagione        | Squadra         | Comp            | Pres       | Reti       | Comp            | Pres            | Reti            | Comp               | Pres               | Reti               | Comp        | Pres        | Reti        | Pres   | Reti   |        |
| --------------- | --------------- | --------------- | ---------- | ---------- | --------------- | --------------- | --------------- | ------------------ | ------------------ | ------------------ | ----------- | ----------- | ----------- | ------ | ------ | ------ |
| 2019            | Vasco da Gama   | A/RJ+A          | 0+5        | 1          | CB              | 0               | 0               |                    | -                  | -                  |             | -           | -           | 5      | 1      |        |
| Totale carriera | Totale carriera | Totale carriera | 5          | 1          |                 | 0               | 0               |                    | 0                  | 0                  |             | -           | -           | 5      | 1      |        |

## Palmarès
- Campionato Gaúcho: 1

Internacional: 2025